# Богарде, Ламаре
Ламаре Трентон Ченси Богарде (нидерл. Lamare Trenton Chansey Bogarde; род. 5 января 2004, Роттердам, Южная Голландия) — нидерландский футболист, полузащитник английского клуба «Астон Вилла».

## Клубная карьера
Молодёжную карьеру начал в родном клубе «Фейеноорд». В сентябре 2020 года Богарде перешёл в академию «Астон Виллы». Он был включён в стартовый состав «Астон Виллы» для своего дебютного матча за основную команду 8 января 2021 года в матче третьего раунда Кубка Англии против «Ливерпуля». 12 января 2021 года, после впечатляющего дебюта, Богарде подписал свой первый профессиональный контракт в бирмингемской команде.
24 мая 2021 года Богарде в составе команды «Астон Вилла» (до 18 лет) выиграла Молодёжный кубок Англии, обыграв в финале соотечественников из «Ливерпуля» со счетом 2:1.
1 июля 2022 года Богарде подписал новый долгосрочный контракт с «Астон Виллой». Тем же летом Богарде вошёл в основной состава команды для предсезонного тура по Австралии.
31 января 2023 года Богарде был отдан в аренду на оставшуюся часть сезона в «Бристоль Роверс» из Первой английской футбольной лиги. 4 февраля он дебютировал за «пиратов», выйдя на замену в проигрышном матче против «МК Донс» (0:2). После изначально трудного начала своего пребывания в клубе, Богард закрепился в команде на позиции центрального полузащитника, впечатлив менеджера Джои Бартона, который никогда не видел его игру до перехода в клуб.
18 августа 2023 года Богарде вновь был отдан в аренду в «Бристоль Роверс», но уже сроком на один сезон. Ранее в трансферном окне его связывали с клубом «Саутгемптон» из Чемпионшипа, но предпочтение было отдано клубу из Лиги 1, которому было поручено продолжить его развитие после положительного периода аренды в прошлом сезоне. Поскольку игровое время было ограничено, особенно после замены Джоуи Бартона на посту главного тренера Мэттом Тейлором, ходили слухи о том, что аренда Богарде будет прекращена в январском трансферном окне. Его отозвали обратно в «Астон Виллу» 4 января 2024 года.
17 июля 2024 года Богарде появился на поле в составе «Астон Виллы» во время товарищеской игры против «Уолсолла» из Лиги 2, завершившейся победой со счетом 3:0. 20 августа 2024 года Богарде подписал новый контракт с «Астон Виллой» и был переведён в основной состав команды.
31 августа 2024 года Богарде дебютировал в Премьер-лиге, выйдя в стартовом составе на поле в матче против «Лестер Сити», завершившемся выездной победой со счетом 2:1. В конечном итоге был включён в Команду недели по версии BBC Sport.
Богарде вышел в стартовом составе в первом за 41 год для клуба матче Лиги чемпионов против швейцарского «Янг Бойза» (3:0).

## Личная жизнь
Богарде родился в Нидерландах и имеет суринамское происхождение. Его брат Мелайро и дядя Винстон, оба профессиональные футболисты.

## Клубная статистика
| Клуб                     | Сезон      | Лига         | Лига  | Лига | Кубок Англии | Кубок Англии | Кубок лиги | Кубок лиги | Европа | Европа | Другое | Другое | Итог  | Итог |
| Клуб                     | Сезон      | Дивизион     | Матчи | Голы | Матчи        | Голы         | Матчи      | Голы       | Матчи  | Голы   | Матчи  | Голы   | Матчи | Голы |
| ------------------------ | ---------- | ------------ | ----- | ---- | ------------ | ------------ | ---------- | ---------- | ------ | ------ | ------ | ------ | ----- | ---- |
| Астон Вилла (до 21)      | 2020/21    | —            | —     | —    | —            | —            | —          | —          | —      | —      | 1      | 0      | 1     | 0    |
| Астон Вилла (до 21)      | 2021/22    | —            | —     | —    | —            | —            | —          | —          | —      | —      | 4      | 0      | 4     | 0    |
| Астон Вилла (до 21)      | 2022/23    | —            | —     | —    | —            | —            | —          | —          | —      | —      | 1      | 0      | 1     | 0    |
| Астон Вилла (до 21)      | 2024/25    | —            | —     | —    | —            | —            | —          | —          | —      | —      | 1      | 0      | 1     | 0    |
| Астон Вилла (до 21)      | Итог       | Итог         | —     | —    | —            | —            | —          | —          | —      | —      | 7      | 0      | 7     | 0    |
| Астон Вилла              | 2020/21    | Премьер-лига | 0     | 0    | 1            | 0            | 0          | 0          | —      | —      | —      | —      | 1     | 0    |
| Астон Вилла              | 2021/22    | Премьер-лига | 0     | 0    | 0            | 0            | 0          | 0          | —      | —      | —      | —      | 0     | 0    |
| Астон Вилла              | 2022/23    | Премьер-лига | 0     | 0    | 0            | 0            | 0          | 0          | —      | —      | —      | —      | 0     | 0    |
| Астон Вилла              | 2023/24    | Премьер-лига | 0     | 0    | 0            | 0            | 0          | 0          | 0      | 0      | —      | —      | 0     | 0    |
| Астон Вилла              | 2024/25    | Премьер-лига | 2     | 0    | 0            | 0            | 1          | 0          | 1      | 0      | —      | —      | 4     | 0    |
| Астон Вилла              | Итог       | Итог         | 2     | 0    | 1            | 0            | 1          | 0          | 1      | 0      | —      | —      | 5     | 0    |
| Бристоль Роверс (аренда) | 2022/23    | Лига 1       | 17    | 0    | —            | —            | —          | —          | —      | —      | —      | —      | 17    | 0    |
| Бристоль Роверс (аренда) | 2023/24    | Лига 1       | 14    | 0    | 1            | 0            | 0          | 0          | —      | —      | 3      | 0      | 18    | 0    |
| Общий итог               | Общий итог | Общий итог   | 33    | 0    | 2            | 0            | 1          | 0          | 1      | 0      | 10     | 0      | 47    | 0    |

1. 1 2 3 4 5  Матч(и) в Трофее Английской футбольной лиги
2. ↑  Матчи в Лиге чемпионов